# Andonis Fostieris
Andonis Fostieris (en grec: Αντώνης Φωστιέρης) (Atenes, 1953) és un poeta grec. Va estudiar dret a la Universitat d'Atenes i Història del dret a la Sorbona de París. Des de 1981, és coeditor, juntament amb Thanassis Niarchos, del prestigiós diari literari I lexi (Η λέξη). Fostieris pertany al l'anomenada "generació dels 70" que és un terme literari que es refereix als autors grecs que van començar a publicar la seva obra durant els anys 1970, especialment cap al final del règim dels Coronels i els primers anys de Metapolitefsi. Fostieris és també un dels poetes més traduïts. Va ser traduït a l'anglès per Kimon Friar (1984), el traductor i erudit famós per les seves traduccions de Nikos Kazantzakis, George Seferis, Odysseas Elytis i molts altres.

## Poemes destacats
- Το Μεγάλο Ταξίδι, 1971
- Εσωτερικοί Χώροι ή Τα Είκοσι, 1973
- Ποίηση μέσα στην ποίηση), 1977
- Σκοτεινός έρωτας, 1977
- Ο διάβολος τραγούδησε σωστά, 1981
- Το θα και το να του θανάτου, 1987
- Η σκέψη ανήκει στο πένθος, 1996
- Πολύτιμη Λήθη, 2003
- Ποίηση 1970-2005, 2008